# Immigration portugaise au Luxembourg
 (décembre 2021).
La mise en forme du texte ne suit pas les recommandations de Wikipédia : il faut le « wikifier ».
Les points d'amélioration suivants sont les cas les plus fréquents :
- Les titres sont pré-formatés par le logiciel. Ils ne sont ni en capitales, ni en gras.
- Le texte ne doit pas être écrit en capitales (les noms de famille non plus), ni en gras, ni en italique, ni en « petit »…
- Le gras n'est utilisé que pour surligner le titre de l'article dans l'introduction, une seule fois.
- L'italique est rarement utilisé : mots en langue étrangère, titres d'œuvres, noms de bateaux, etc.
- Les citations ne sont pas en italique mais en corps de texte normal. Elles sont entourées par des guillemets français : « et ».
- Les listes à puces sont à éviter, des paragraphes rédigés étant largement préférés. Les tableaux sont à réserver à la présentation de données structurées (résultats, etc.).
- Les appels de note de bas de page (petits chiffres en exposant, introduits par l'outil «  Source ») sont à placer entre la fin de phrase et le point final[comme ça].
- Les liens internes (vers d'autres articles de Wikipédia) sont à choisir avec parcimonie. Créez des liens vers des articles approfondissant le sujet. Les termes génériques sans rapport avec le sujet sont à éviter, ainsi que les répétitions de liens vers un même terme.
- Les liens externes sont à placer uniquement dans une section « Liens externes », à la fin de l'article. Ces liens sont à choisir avec parcimonie suivant les règles définies. Si un lien sert de source à l'article, son insertion dans le texte est à faire par les notes de bas de page.
- La présentation des références doit suivre les conventions bibliographiques. Il est recommandé d'utiliser les modèles {{Ouvrage}}, {{Chapitre}}, {{Article}}, {{Lien web}} et/ou {{Bibliographie}}. Le mode d'édition visuel peut mettre en forme automatiquement les références.
- Insérer une infobox (cadre d'informations à droite) n'est pas obligatoire pour parachever la mise en page.

Pour une aide détaillée, merci de consulter Aide:Wikification.
Si vous pensez que ces points ont été résolus, vous pouvez retirer ce bandeau et améliorer la mise en forme d'un autre article.
En 2020, la population luxembourgeoise s’élève à approximativement 626 000 personnes, dont presque la moitié sont des étrangers. La part de la population étrangère s’élève à 48% et les Portugais représentent 15,6% de la population totale. Cette présence portugaise non négligeable au grand-duché est due à une immigration et un établissement ininterrompu depuis les années 1950. Le statut d’immigré portugais au Luxembourg a connu de nombreux changements à travers le temps et différentes entreprises légales et administratives ont permis la régularisation à part entière de cette population ancrée dans la société luxembourgeoise depuis la deuxième moitié du XXe siècle.
L’immigration portugaise au Luxembourg fut très diverse selon les temporalités et son encadrement légal se fit en plusieurs étapes. Dépendamment de la période et de la situation de travail lors de l’arrivée, le statut de l’immigré portugais au Luxembourg pouvait fortement varier. Bien que l’accord bilatéral ratifié en 1972 ait offert un cadre légal à l’immigration portugaise et ait régularisé de nombreux clandestins, il fallut attendre l’adhésion du Portugal à la CEE en 1986 pour que l’immigrant portugais profite entièrement des droits civiques au Luxembourg. Finalement, les motivations des migrants pouvaient varier selon le sexe : bien que les deux sexes fussent attirés par les conditions de vie du Luxembourg, l’émancipation a joué un rôle important dans l’immigration des Portugaises au Luxembourg.

## Contexte historique
L’émigration joue un rôle important dans l’histoire du Portugal ; alors que pendant son ère coloniale l’émigration portugaise se faisait surtout en outre-mer, le déclin des empires coloniaux y mit fin. L’industrialisation importante et le fleurissement économique de l’Europe centrale en firent une nouvelle destination migratoire. Bien que la Seconde Guerre mondiale n’affecte que marginalement le Portugal, la situation économique et politique du pays laissait à désirer au XXe siècle. En effet, le Estado Novo dirigeait le pays d’une main de fer et nombreux furent les Portugais à prendre la décision d’émigrer. Manque d’emplois et salaires bas, infrastructures rudimentaires ou la peur d’être envoyé dans la guerre coloniale en Afrique, telles ne furent que quelques raisons pour ce choix de quitter le pays natal. Ces flux migratoires aboutissaient majoritairement aux États-Unis, au Canada, en France et en Allemagne. Entre 1960 et 1974, on estime qu’environ 1,43 million de Portugais émigrèrent et ce pour une population avoisinant les 9 millions d’habitants. 

## L’immigration clandestine
L’immigration portugaise vers le Luxembourg débuta dans les années 1950 à une époque où le Luxembourg souffrait d’une pénurie de main d’œuvre. Or, le manque d’accords bilatéraux encadrant les flux migratoires entre le Luxembourg et le Portugal fit d’une importante partie des immigrés portugais des clandestins. Des 120 239 Portugais ayant quitté le pays en 1966, 12 595 le firent illégalement et c’est parmi ces derniers que l’on retrouve de nombreux immigrés portugais au Luxembourg. Cette situation irrégulière pesa lourd pour cette population encore marginale : on note par exemple la peur de se voir rapatrié et l’exploitation de cette force de travail non-déclarée. Cette situation d’irrégularité est bien étudiée en France : 90% des immigrants portugais arrivés dans l’Hexagone en 1969-1970 le firent illégalement. On estime qu’environ 2 000 des 5 447 Portugais installés au Luxembourg en 1970 était en situation irrégulière. En effet, sans garantie d’emploi lors de l’arrivée au Luxembourg, la régularisation des Portugais était très compliquée et l’État luxembourgeois imposait certaines restrictions dont la nécessité d’avoir un lieu de logement et un emploi à la clé lors de l’arrivée. De plus, le taux de qualification et d'alphabétisation étant assez bas et la part immigrante portugaise étant assez démunie, le processus de régularisation se compliquait d’autant plus. Le témoignage d’un immigrant clandestin Portugais au Luxembourg reflète bien cette époque peu régularisée des flux migratoires entre les deux États :

« Six mois plus tard, je suis parti en vacances au Portugal et là ils m'ont demandé si je voulais aller au Luxembourg, ils m'ont dit combien d'argent j’irais gagner et j'étais intéressé, alors j'ai décidé d'aller au Luxembourg avec un passeur. Nous avons traversé la frontière d'assaut (à pied puis en train jusqu'au Luxembourg). Quand nous sommes arrivés au Luxembourg, nous avons été arrêtés, nous et le passeur, ils nous ont envoyés à la police française et quand ils nous ont renvoyés, nous avons de nouveau traversé la frontière luxembourgeoise d'assaut (à travers la forêt). Nous sommes restés huit jours chez un ami du passeur et nous n'avons pas pu trouver de travail, le passeur est parti et nous sommes restés. Ensuite, sans compter là-dessus, nous étions assis dans un jardin et un Portugais qui avait une entreprise est passé et nous a demandé si nous voulions travailler et bien sûr nous voulions, c'est ce que nous attendions. (Traduit du portugais) »

Cette prise de risque et le courage d’affronter l’inconnu reflète le désespoir de nombreux portugais confrontés à des conditions de vie intenables au Portugal.

## L’immigration et l’accord bilatéral entre le Luxembourg et le Portugal ratifié en 1972

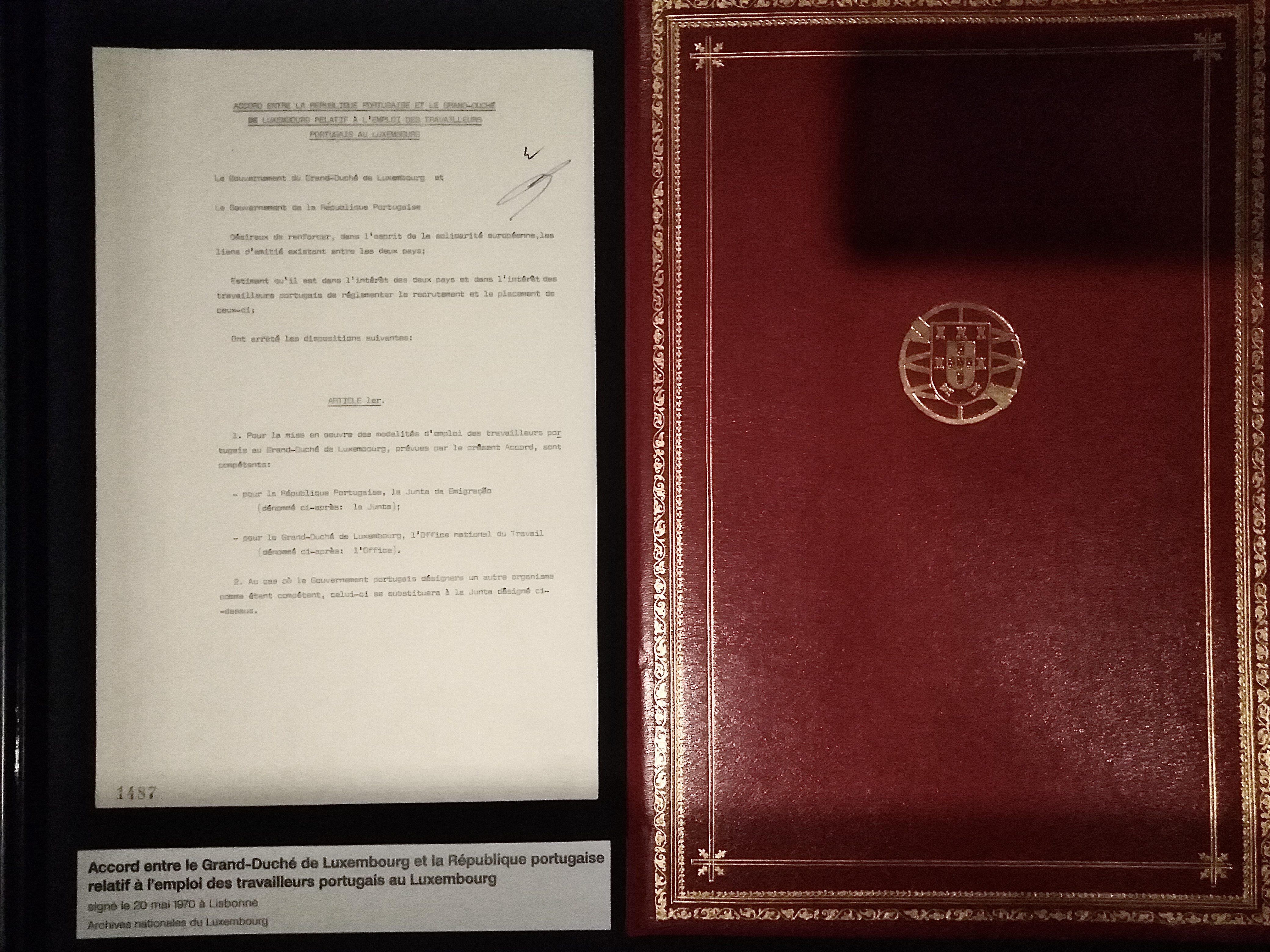
Accord entre la République portugaise et le Grand-duché de Luxembourg relatif à l'emploi des travailleurs portugais au Luxembourg, signé le 20 mai 1970.

Ce n’est qu’en 1970 que les gouvernements luxembourgeois et portugais se rassemblent pour légalement encadrer ces flux migratoires qui ne cessent d’augmenter. Signé en 1970 et ratifié au Luxembourg en 1972, la convention de travail entre ces deux nations encadra non seulement l’arrivée de nouveaux Portugais au Luxembourg, mais elle régularisa de même la situation des immigrés clandestins arrivés préalablement. Motivée par une nécessité de main d’œuvre croissante au Luxembourg, cet accord a eu un impact considérable sur le solde migratoire Portugais. Alors que le recensement de 1970 affiche 5 783 Portugais installés au Luxembourg, en 1981 le pays compte déjà 29 309 lusitaniens. Le nombre d’arrivées par an est plus frappant : alors qu’entre 1956 et 1972 on compte l’arrivée de 3 051 immigrants portugais légaux au Luxembourg, en 1973 et 1974 le chiffre est de 2870 et 2123 respectivement. Or, cet accord ne fut pas synonyme de libre circulation de personnes entre ces deux États. Si en 1973 2 870 Portugais rejoignent le Luxembourg légalement, l’immigration totale se solde à 5 757 personnes. L’accord bilatéral ne fut donc pas suffisant pour régler la question de l'immigration illégale.

## L’immigration et l'adhésion du Portugal à la CEE
Il faudra attendre l’adhésion du Portugal à la Communauté économique européenne (CEE, devenue de l’Union européenne en 1993) en janvier 1986 pour voir disparaitre le statut de clandestin. Bien que l’Accord de Schengen, dont 7 des 33 articles portent sur l’immigration et la libre circulation de personnes, ne soit entré en vigueur qu’en mars 1995, l’adhésion du Portugal à la CEE se fit rapidement ressentir par la population portugaise au Luxembourg. Ainsi, tout type d’autorisation de travail ou carte conditionnant le changement de travail ou d’employeur fut aboli. De plus, tout résident portugais se retrouvait à présent en situation régulière et profitait des mêmes droits et conditions de travail que les citoyens luxembourgeois. Encore, depuis l’adhésion à la CEE, le rassemblement familial ne connaît aucune restriction et l’accès au travail et au chômage deviennent des droits à part entière de la population portugaise au Luxembourg. Finalement, l’adhésion apporta un changement de la perception de la population portugaise au Luxembourg : en effet, le profil des lusitains n’était plus celui des analphabètes et primitifs, mais celui d’une population aux valeurs européennes. Et des centaines de fonctionnaires Portugais vinrent travailler dans les institutions européennes dont la Cour de justice ou la Délégation de la Commission. Toutes ces conditions stimulèrent l’immigration portugaise au grand-duché : ainsi, entre 1981 et 1991, le nombre de personnes détenant la nationalité portugaise au Luxembourg passe de 29 309 à 39 303 personnes. À titre comparatif et dans la même temporalité, la population française au Luxembourg passe de 11 940 à 13 203 personnes, celle des Allemands de 8 851 à 8 874 et celle des Italiens de 22 257 à 19 077,.

## Les femmes et l’immigration
Quand on parle de l’immigration au Luxembourg, on a tendance à penser à des hommes venus travailler dans des mines, des usines ou dans la construction. Certes, tel fut le cas pendant de nombreuses décennies, mais l’immigration portugaise depuis les années 1970 est marquée par une augmentation de l'immigration féminine. En effet, le Portugal est un pays ancré dans sa culture largement influencée par le catholicisme et le statut des femmes, surtout dans le XXe siècle, est un sujet tabou. Après la ratification de la convention de travail bilatérale en 1972, le nombre de femmes immigrants au Luxembourg originaires du Portugal dépasse celui des hommes. Ceci est en partie dû au regroupement familial à la suite de la régularisation du statut des hommes portugais. Cependant, une étude de l'université Lille II en France considère que l'immigration féminine a été poussée par le désir d’émancipation : d'après cette thèse, de nombreuses femmes, incapables d’aborder leur futur dans un contexte rural et de soumission maritale au Portugal, auraient décider d’émigrer au Luxembourg afin d'obtenir un meilleur statut.

## Intégration
En 2017, environ un habitant sur cinq du Luxembourg est d'origine portugaise. Selon José Antonio Coimbra de Matos, ancien président de la Confédération de la communauté portugaise au Luxembourg, il s'agit certainement dans le monde de la « plus forte proportion de Portugais par rapport à la population autochtone ». Le Luxembourg a eu besoin de l'immigration car elle permettait un afflux de travailleurs soutenant son développement économique, notamment la construction, ou par exemple le textile et la carrière dans la région de Larochette. Plus tard, l'appel de travailleurs par le Luxembourg a répondu au développement des services internationaux comme les banques ou des institutions européennes.
D'après José Correia, rédacteur en chef de l'hebdomadaire lusophone Contacto, l'intégration des immigrés portugais, des « blancs, catholiques et réputés travailleurs », a été facile. Selon José Correia, même si le travail est la première des motivations à l'immigration portugaise vers le Luxembourg, les immigrés, quoiqu'ils puissent dire pendant qu'ils travaillent encore, ne rentrent que rarement au Portugal lorsqu'ils arrivent à la retraite : le retour est « un mythe ». Le Quotidien confirme ce constat, se basant sur des données du Statec, qui affirme qu'« aucun mouvement de retour massif (…) n’est observé », ce qui selon Le Quotidien est « signe d’une bonne intégration ».
Hormis le travail, la RTBF évoque comme facteur d'intégration la religion catholique, pratiquée par les Luxembourgeois comme les portugais. La RTBF ne voit qu'un seul bémol à l'intégration des portugais : la difficulté qu'ils ont à faire valoir leur souhait de pouvoir continuer à parler le portugais, dans un contexte où les autorités politiques luxembourgeoises font la promotion du luxembourgeois face à une immigration croissante. La RTBF indique cependant que le Portugal et le Luxembourg se sont entendus pour donner plus de place à l'apprentissage du portugais dans l'enseignement.
D'abord dévolu à l'Action catholique, le travail d'intégration des immigrés va peu à peu se réaliser grâce à la vie sociale, la formation et les échanges culturels. En 1969, des Luxembourgeois créent l'association L’Amitié Portugal-Luxembourg (à cette époque, les non-Luxembourgeois ne pouvaient pas créer d'association), qui est la première association se vouant aux immigrés portugais. L'association s'occupe dans un premier temps des besoins matériels des immigrés, puis assez rapidement met en place de nombreuses activités, dont des formations à la langue luxembourgeoise ainsi que la création du journal Contacto, hebdomadaire lusophone. Deux présidents de l'association, Guy Reger et Lucien Huss, ont été décorés par l'état luxembourgeois pour leur investissement auprès des immigrés. Malgré l'effort réalisé, Guy Reger estime qu'il subsiste encore des barrières entre immigrés portugais et Luxembourgeois autochtones en 2020. Par exemple, l'image du portugais « ouvrier ou femme de ménage » persiste, même s'il existe désormais des enseignants d'origine portugaise, et que Félix Braz, Portugais d'origine, est devenu ministre. Guy Reger estime également qu'un désir de « repli sur soi » est de plus en plus important au Luxembourg, avec une peur de l'immigration, le pire étant les commentaires xénophobes sur les réseaux sociaux. Guy Reger fait un bilan avec des éléments positifs, comme les 4 000 adhésions au centre de formation de l'association en 2019, et des éléments négatifs, comme la difficulté à trouver des lieux, alors que certaines salles communales sont très peu utilisées, mais refusées à l'association, avec une fois pour argument : « les étrangers sont des voleurs ». Guy Reger note également que les Luxembourgeois ont refusé de donner le droit de vote pour les législatives aux non-Luxembourgeois lors du référendum de 2015. Il conclut qu'il reste un chemin à parcourir pour parfaire l’intégration des non-Luxembourgeois.

## Années 2010
À partir du début des années 2010, l'immigration portugaise au Luxembourg n'est plus une part essentielle de l'immigration : les Français deviennent la première nationalité parmi les immigrés, et l'immigration, d'une manière générale, se diversifie, avec moins d'immigrés du sud de l'Europe, et de nouvelles nationalités comme l'Inde, la Roumanie, l'Érythrée (principalement des demandes d'asile) ou le Brésil.